# Balaguères
Balaguères (Okzitanisch: Balaguèras) ist eine französische Gemeinde mit 197 Einwohnern (Stand: 1. Januar 2022) im Département Ariège in der Region Okzitanien; sie gehört zum Arrondissement Saint-Girons, zum Gemeindeverband Couserans-Pyrénées und zum Kanton Couserans Ouest. Die Einwohner werden Balaguérois/Balaguéroises genannt.

## Geografie
Balaguères liegt rund 79 Kilometer südwestlich der Stadt Toulouse im Westen des Départements Ariège an der Grenze zum Département Haute-Garonne. Die Gemeinde besteht aus den drei Dörfern Agert, Alas und Balagué sowie wenigen Streusiedlungen und Einzelgehöften. Alas liegt am Fluss Lez. Balaguères liegt innerhalb des Regionalen Naturparks Pyrénées Ariégeoises. Weite Teile der Gemeinde sind Bergland und bewaldet. Höchster Punkt der Gemeinde ist der Sommet de Montreich. Verkehrstechnisch liegt die Gemeinde an der D204 fernab von bedeutenden Verkehrsverbindungen.
Umgeben wird Balaguères von den Nachbargemeinden Cazavet im Norden, Montgauch und Moulis im Nordosten, Engomer im Osten und Südosten, Cescau, Arrout, Argein und Villeneuve im Süden und Südwesten, Buzan im Westen sowie Urau und Francazal (beide im Département Haute-Garonne) im Nordwesten.

## Geschichte
Im Mittelalter lag der Ort innerhalb der Herrschaft Aspet, die wiederum ein Teil der Provinz Couserans in der Gascogne war. Die Gemeinde gehörte von 1793 bis 1801 zum District Saint-Girons. Zudem lag Balaguères von 1793 bis 2015 innerhalb des Kantons Castillon-en-Couserans. Die Gemeinde ist seit 1801 dem Arrondissement Saint-Girons zugeteilt. Die Gemeinde Balaguères entstand zwischen 1790 und 1794 durch die Vereinigung der bisherigen Gemeinden Agert, Alas und Balagué.

## Bevölkerungsentwicklung
| Jahr                       | 1962 | 1968 | 1975 | 1982 | 1990 | 1999 | 2006 | 2019 |
| Einwohner                  | 314  | 314  | 267  | 223  | 209  | 192  | 194  | 196  |
| Quellen: Cassini und INSEE |      |      |      |      |      |      |      |      |

## Sehenswürdigkeiten
- Ruine des Turms von Sainte-Catherine aus dem 13. Jahrhundert
- Kirche Notre-Dame-de-l’Assomption in Agert (teilweise romanisch)
- Kirche Saint-Pierre in Alas aus dem 16. Jahrhundert
- Kirche Saint-Vincent in Balagué
- Denkmal für die Gefallenen[1]
- Steingarten Jardin de Pierres in Alas[2]
- Höhle Grotte de Sainte-Catherine
- zahlreiche Wegkreuze
- Réseau Paloume, Höhlensystem

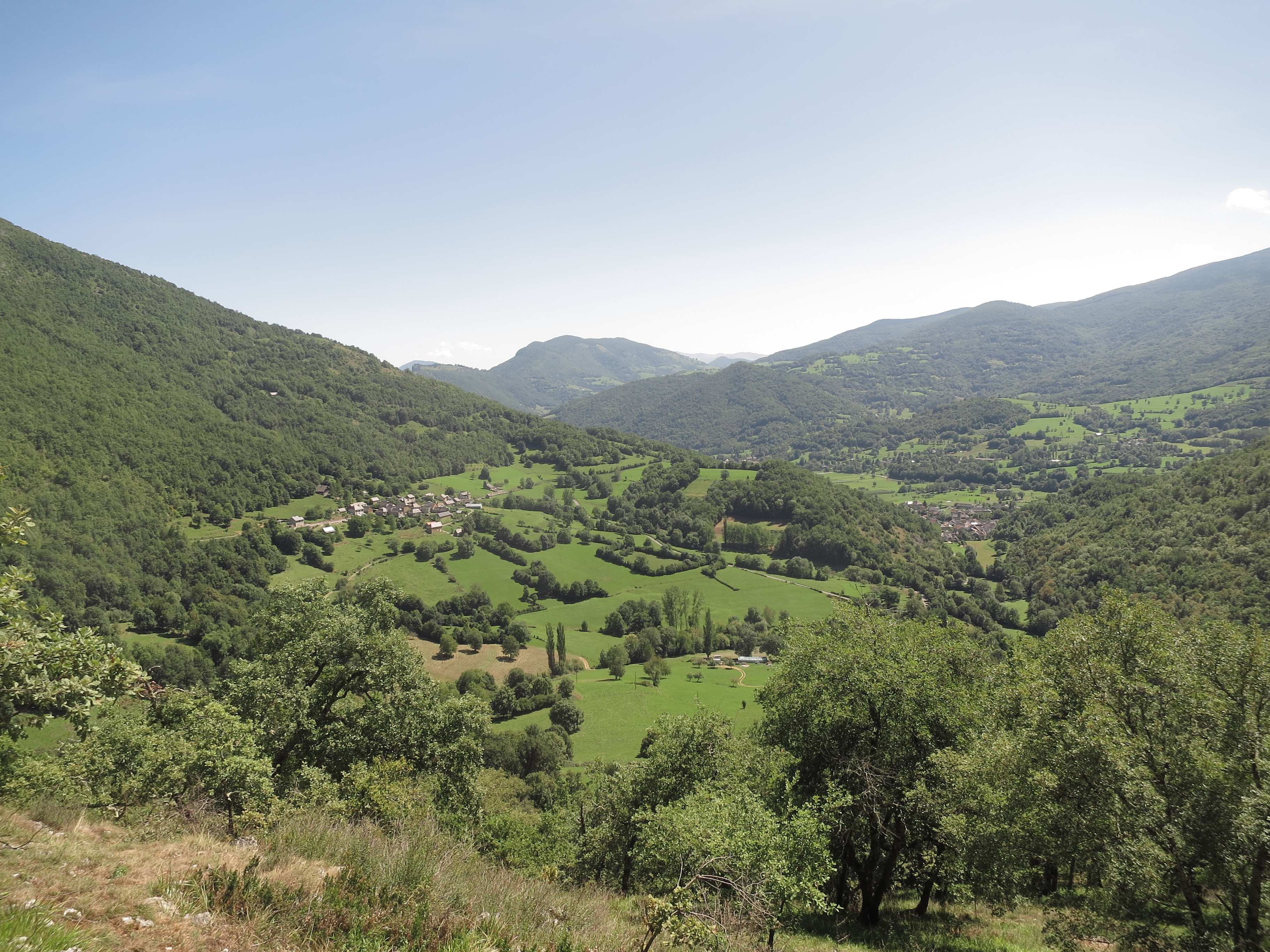
Blick auf Agert (links) und Alas
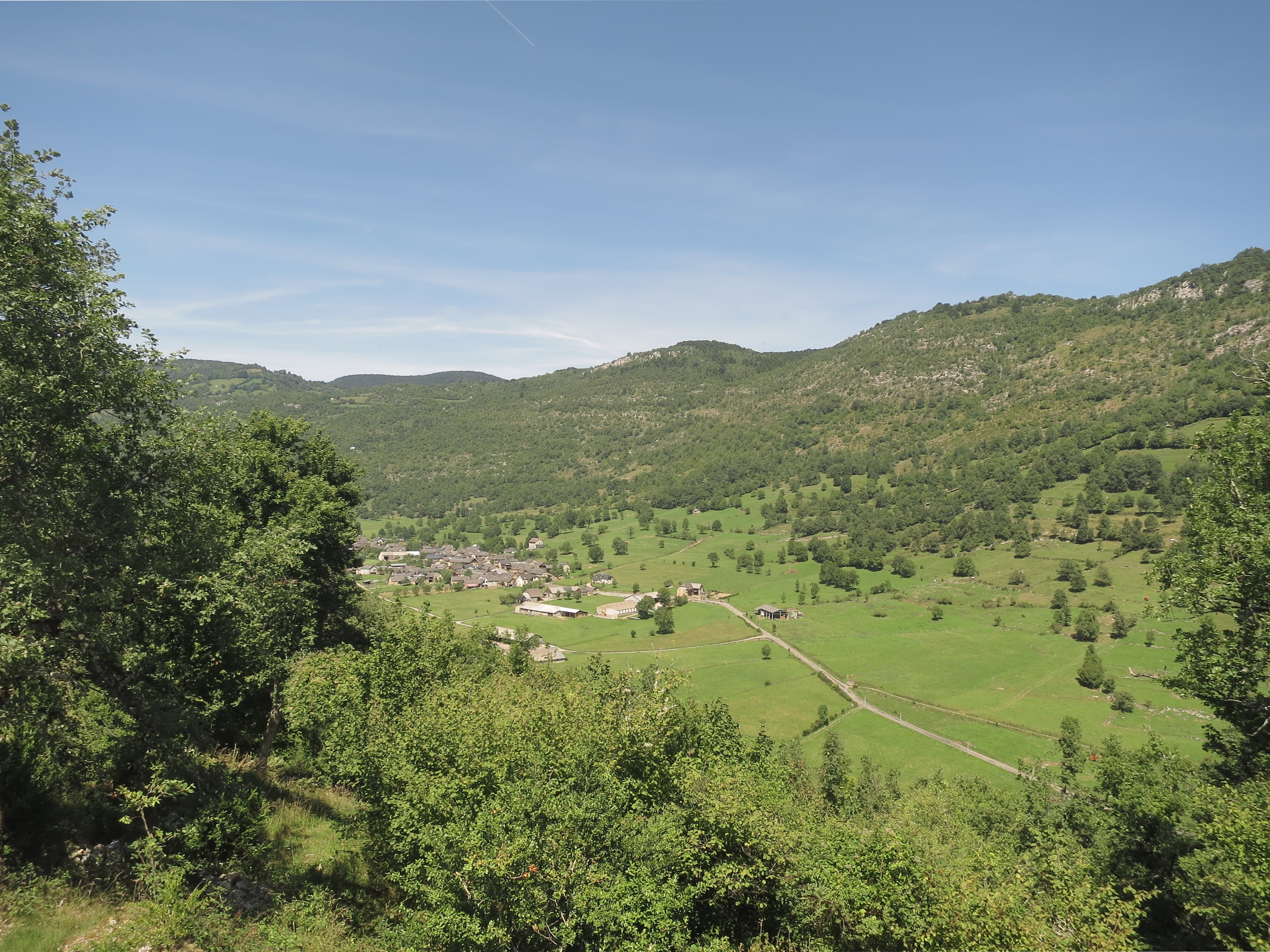
Blick auf Balagué
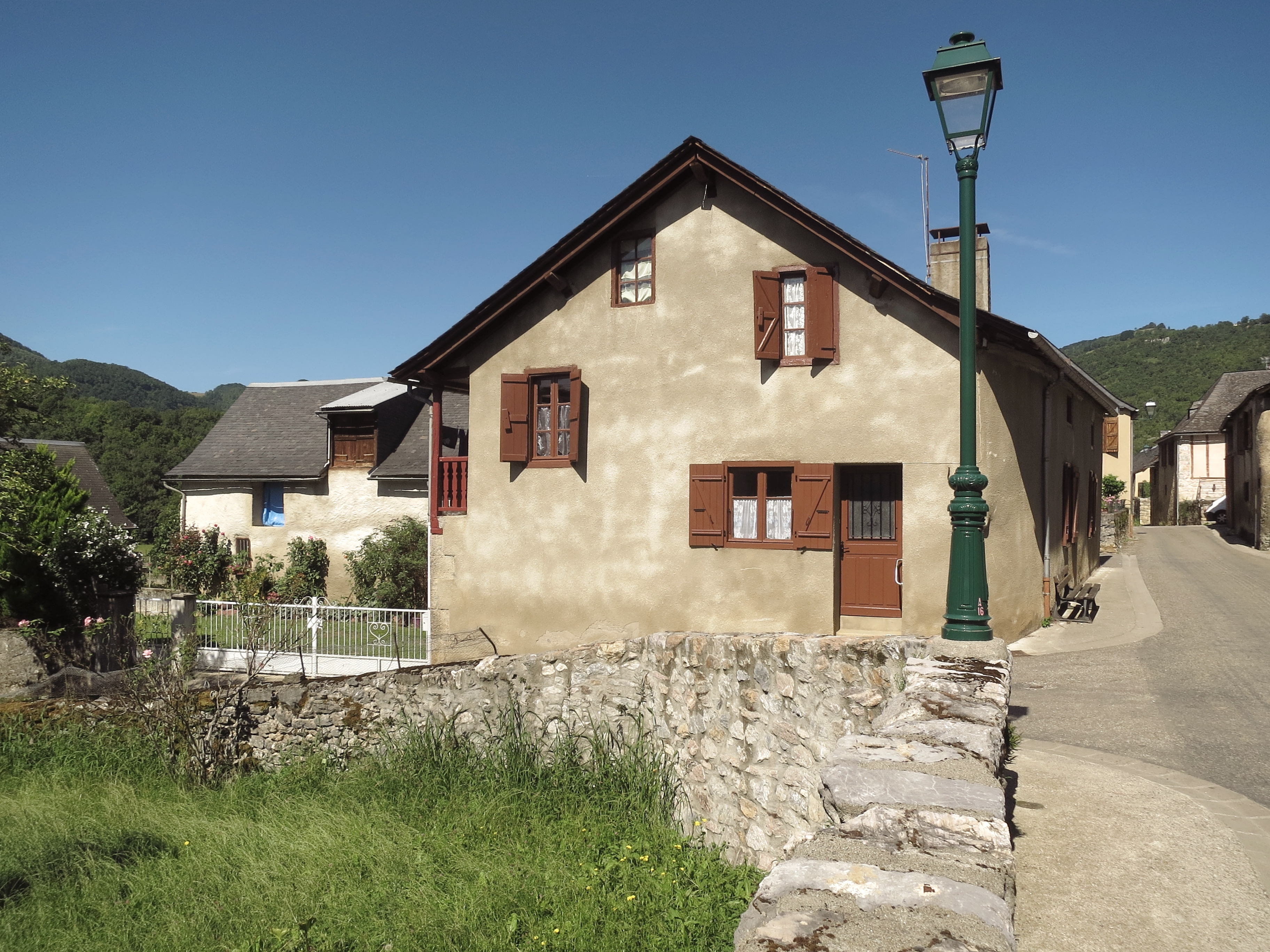
Teilansicht von Balagué
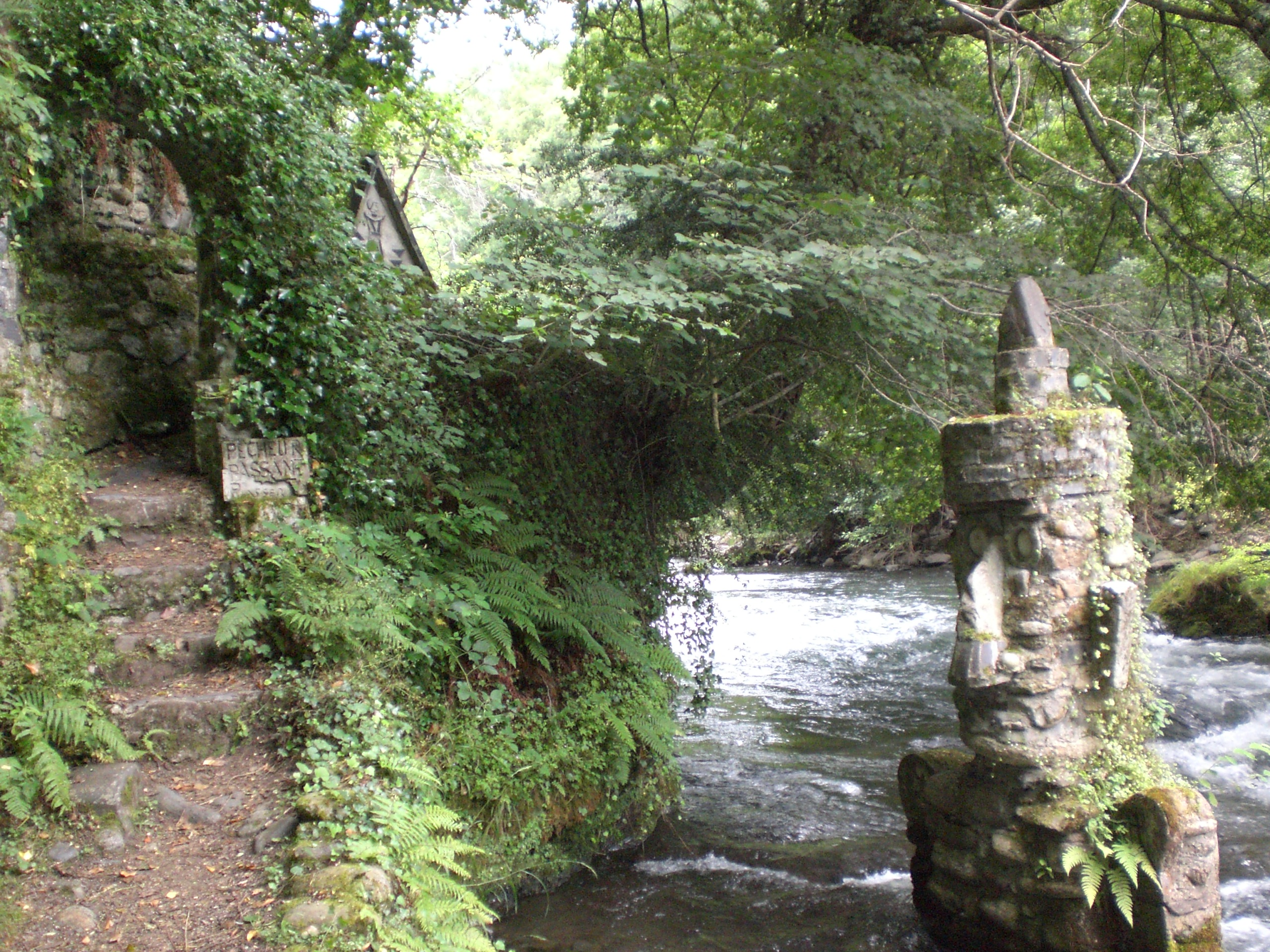
Steingarten in Alas
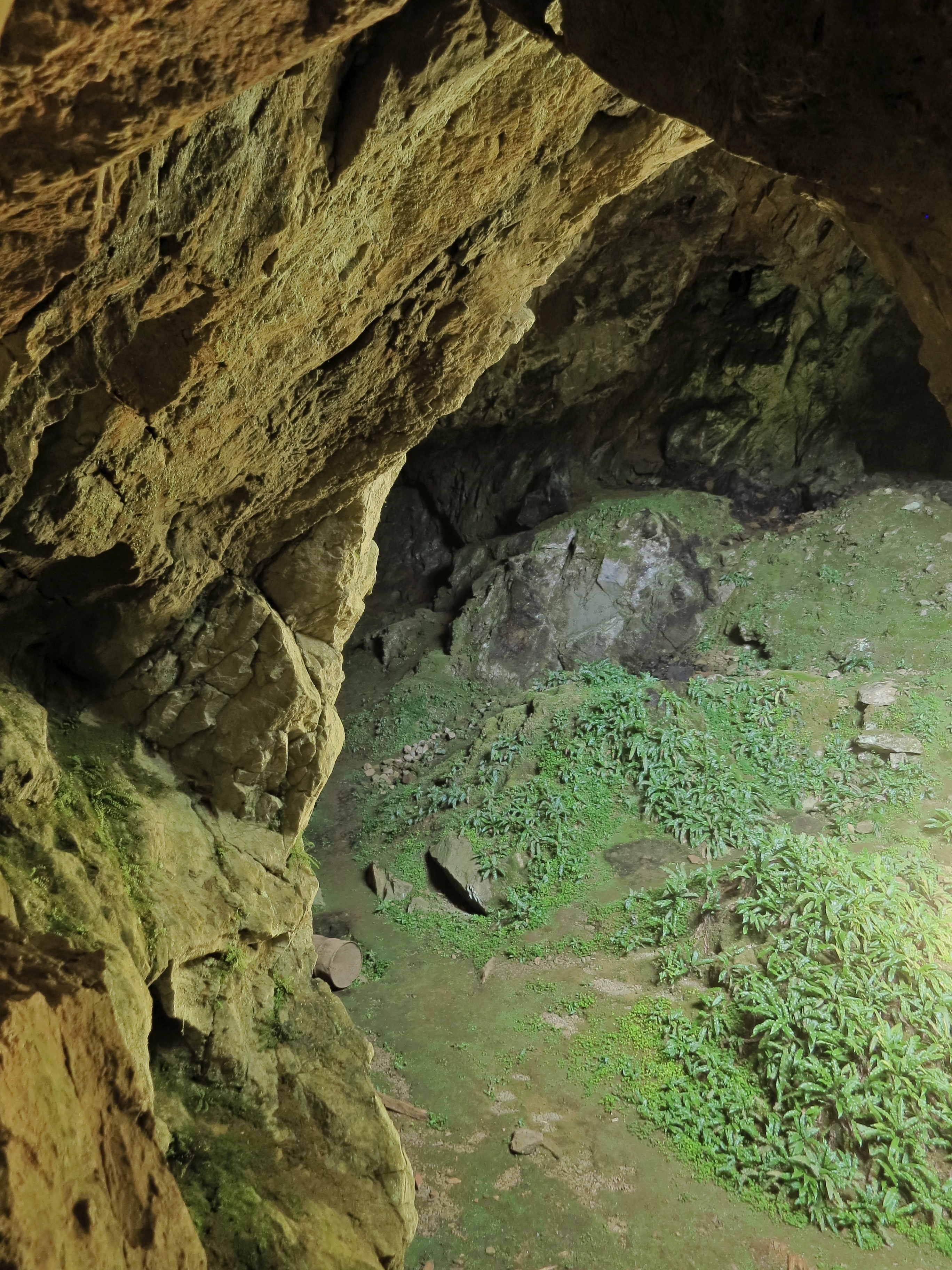
Höhle Grotte de Sainte-Catherine
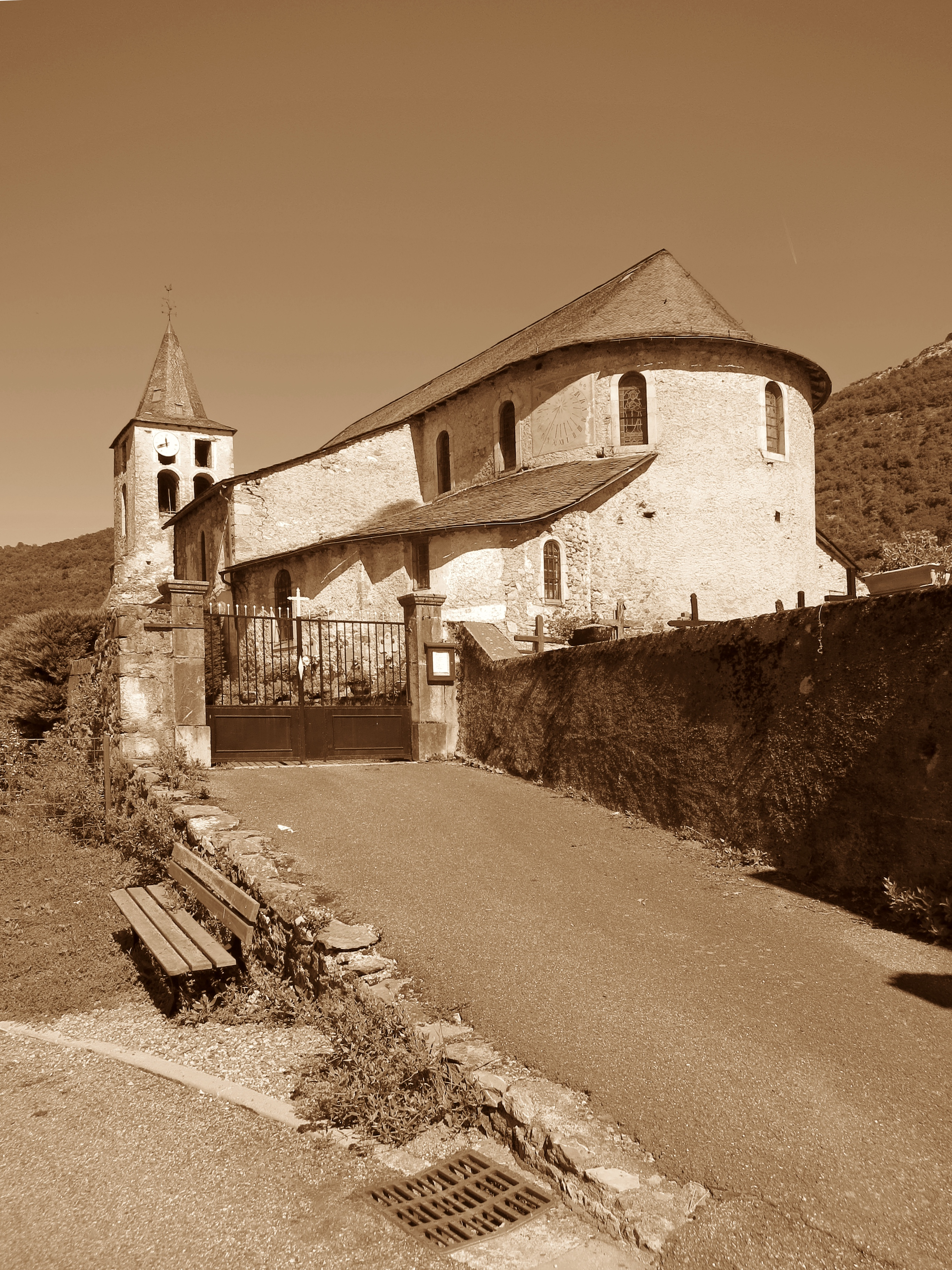
Dorfkirche Saint-Vincent in Balagué